# دشتانستان
دشتانستان (daštānestān) واژه‌ای پهلوی و تنها ذکر‌شده در وندیداد است که به جای زنان دشتان شده یا به قاعدگی ماهیانه رسیده گفته می‌شود. در وندیداد چنین می‌خوانیم: «درِ خویشی‌گاه (مستراح) را به درِ دشتانستان (خانه زنان حیض) شاید (جایز است).

## توضیح
در فرگرد شانزدهم، وندیداد، به احکام زن دشتان پرداخته شده‌است. زنان را در هنگام قاعدگی از فعالیت‌های روزانه همچون آشپزی، رفت‌وآمد و تماس با آتش منع کرده‌است. زنانی که در دوره قاعدگی به آمیزش جنسی می‌پردازند سزاوار مجازات مرگ هستند.
بر اساس وندیداد، زنان در زمان قاعدگی، از هر دوره دیگری خطرناک‌تر و آلوده‌تر می‌باشند و مردان، باید از آنها دور شوند. زنان می‌بایست در این دوره در محوطه محصوری به نام دشتانستان محبوس شوند. همچنین در این کتاب دربارهٔ پاکسازی زنان پس از سپری شدن این دوره و نیز ظروفی که در اختیارشان قرار می‌گرفت، بحث شده‌است.
پاکی زن، هنگامی است که با اطمینان از قطع دشتان و آثار حاصل شده، مراسم غسل و پاکی انجام شود.